# Elpidius Weiergans
Elpidius Weiergans OFM (* 18. Januar 1873 in Köln als Wilhelm Weiergans; † 31. Oktober 1946 in Neviges, heute Stadt Velbert) war ein deutscher Franziskanerpater und Autor, der sich beim Kreuzbund engagierte.

## Leben
Weiergans trat am 27. April 1892 in der Ordensschule der Franziskaner in Harreveld bei Lichtenvoorde (Niederlande) der Sächsischen Provinz des Franziskanerordens (Saxonia) bei und erhielt den Ordensnamen „Elpidius“. Nachdem er am 30. April 1893 sein Ordensgelübde abgelegt hatte, empfing er am 27. Juli 1900 in Paderborn die Priesterweihe. 1905 begann er seine Werbepredigten für den Kreuzbund und gegen den Alkoholismus, auch entstanden Schriften, er unternahm zahlreiche Vortragsreisen.
Von 1925 bis 1929 lebte er im Franziskanerkloster Mönchengladbach, danach im Franziskanerkloster Neviges der 1929 wiederbelebten Kölnischen Franziskanerprovinz Colonia. Dort entstand auch seine Autobiographie, die erst 1946 erscheinen konnte, da ihn die Nationalsozialisten mit Schreibverbot belegt hatten.

## Werke (Auswahl)
- Wie bekämpft ein Seelsorger am wirksamsten in seiner Gemeinde die Trunksucht? St. Kamillushaus, Heidhausen-Ruhr 1911.
- Schlagworte des modernen Unglaubens, besonders des Sozialismus und Kommunismus. Butzon & Bercker, Kevelaer 1932, 201.–220. Tsd.
- Ne Kölsche Jung als Franziskaner. Wibbelt, Essen 1946, 2. verb. Auflage Fredebeul & Koenen KG, Essen 1950.